# 斜额克劳蟹
斜额克劳蟹（学名：Kraussia obliquefrons）为近圆蟹科克劳蟹属的动物。在中国大陆，分布于广东等地，生活环境为海水，一般栖息于潮间带具砾石的沙底。该物种的模式产地在广东沃角。